# دراسة جدوى مركبة أبولو الفضائية
قامت ناسا بعملية دراسة جدوى مركبة أبولو الفضائية منذ يوليو عام 1960 وحتى مايو عام 1961 من أجل دراسة التصاميم الأولية للمركبة الفضائية متعددة الطاقم لما بعد مشروع ميركوري من أجل استخدامها بمثابة محطة فضاء مُحتملة، أو من أجل المهمات حول القمر، أو المهمات المدارية القمرية، أو مهمات الهبوط المأهولة على سطح القمر. مُنحت عقود الدارسة التي مدتها ستة أشهر وبقيمة 250000 دولار أمريكي لكل من شركة كونفير، وجنرال إلكتريك، وشركة غلين إل مارتن. وفي نفس الوقت، أجرت ناسا دراسة التصميم الخاص بها بقيادة مكسيم فاغيت، بهدف أن تكون المعيار بين قيود المنافسين. أنفقت الشركات الثلاثة مبالغ مختلفة من أموالهم الخاصة تجاوزت 250 ألف دولار لإنتاج تصاميم تتضمن وحدة إعادة دخول منفصلة عن مقصورة وحدة المهمة، ووحدة الدفع والمعدات.
ألزم الرئيس جون إف. كينيدي ناسا بالهبوط المأهول على القمر بعد أسبوع واحد من عرض تصاميم المقاولين، مما وضع على برنامج أبولو تركيزًا فوريًا وحساسًا. قررت ناسا التخلي عن تصاميم الدراسة ومقصورة وحدة المهمة، واستندت في مهمة الهبوط القمري على التصميم الخاص بها الذي قام به فاغيت، والذي يتضمن وحدة قيادة مخروطية الشكل، تدعمها وحدة خدمة اسطوانية تتضمن معدات الدفع الخاص بالعودة إلى الأرض ومعدات الدعم. كان سيجري نقل هذا إلى سطح القمر عن طريق وحدة دفع خاصة بالهبوط لم يجري تحديدها بعد. أطلقت ناسا منافسة أخرى تتضمن عقد الحصول على وحدة الخدمة/القيادة.
قدمت جنرال إلكتريك في ديسمبر عام 1961 تصميم دراستها للجدوى بشكل علني لجمعية الملاحة الفضائية الأمريكية. ولوحظت تشابهات في التصميم الأساسي لوحدة دفع وقيادة المهمة من تصميم مركبة فضاء الاتحاد السوفييتي الفضائية سويوز التي صممها كل من سيرجي كوروليوف وفاسيلي ميشن. جرى التنبؤ أنّ كوروليوف وميشن كانا قد تمكنا من دمج عناصر تصميم جنرال إلكتريك في تصاميم خادم إو كيه بي-1 الموجودة (1959-1962)، وقد أصبحت هذه التصاميم في النهاية مركبة سويوز-إيه (7 كيه) المُلغاة (1963)، ومركبة سويوز 7 كيه-أو كي المقبولة (1965 – 1967).

## خلفية
استضافت مجموعة مهمات الفضاء التابعة لناسا في يوليو وأغسطس من عام 1960 سلسلة من مؤتمرات متعلقة بصناعات ناسا لمناقشة خطط المركبة الفضائية المأهولة لما بعد مشروع ميركوري. أعلن نائب مدير وكالة ناسا هيو لاتيمر درايدن في افتتاح المؤتمر أنّ «المركبة الفضائية القادمة بعد ميركوري ستُدعى أبولو».
عرضت ناسا في 30 أغسطس خططًا لمنح ثلاثة عقود لدراسة جدوى مركبة الفضاء أبولو، التي جرى تصورها كمركبة مدارية أرضية بثلاثة أفراد وتدور حول القمر مع احتمال متنامي لقيامها بعمليات هبوط مأهولة على القمر. أُصدر طلب الاقتراحات في 12 سبتمبر، وجرى استلام 14 عرضًا بحلول 9 أكتوبر. منحت ناسا في 25 أكتوبر العقود التي مدتها ستة أشهر بتكلفة 250000 دولار أمريكي لكل من شركة كونفير، وجنرال إلكتريك، وشركة غلين إل مارتن. وفي نفس الوقت، أجرى أعضاء من مجموعة مهام الفضاء دراساتهم التصميمة الخاصة لمركبة الفضاء، ليكون بمثابة معيار للحكم على التصاميم الصناعية الثلاثة وضبطها.
تكلّف المنافسين الثلاثة جميعهم فوق قيمة العقود البالغة 250000 دولار من أموالهم الخاصة: أنفقت شركة كونفير مليون دولار، وجنرال إلكتريك مليوني دولار، ومارتن ثلاثة ملايين دولار. قاد جورج آرثر مدير أنظمة المركبة الفضائية لجنرال إلكتريك (فيلادلفيا) فريق الاقتراح الخاص بجنرال إلكتريك الذي ضم هيرولد بلوم، وتشارلز بيكسلر، وجاكوب أبل، وأرنولد كوهين. قدم المقاولون نتائج دراساتهم لناسا من 15 مايو إلى 17 مايو من عام 1961. استخدمت التصاميم الثلاثة مقصورة وحدة مهمة منفصلة عن وحدة القيادة (مقصورة إعادة الدخول إلى الأرض والقيادة)، وعن وحدة الدفع والمعدات. درست شركة مارتن ثلاثة أشكال مختلفة لوحدة إعادة الدخول، بما في ذلك مركبة ذات كبسولة مخروطية مشابهة لتكوين إس تي جي. درست جنرال إلكتريك أيضًا أشكال متعددة لوحدة إعادة الدخول. استخدم اقتراح شركة كونفير شكل جسم رفع (مركبة ذات أجنحة ثابتة).